# Вашингтон (окръг, Мисури)
Вижте пояснителната страница за други населени места с името Вашингтон.
Окръг Вашингтон (на английски: Washington County) е окръг в щата Мисури, Съединени американски щати. Площта му е 1974 km², а населението - 24 548 души. Административен център е град Потоси.